# Merriam-Webster
Merriam-Webster, Inc. (ранее G & C Merriam Company) — американская компания, издатель справочников и лексических словарей.
Merriam-Webster, Inc. стала филиалом Encyclopædia Britannica, Inc. с 1964 года.

## История создания

### Ноа Уэбстер
Ноа Уэбстер (1758—1843), автор словарей и справочников, которые уже при жизни автора играли ведущую роль на американском книжном рынке, потратил десятилетия на исследования и составление своих книг. Его первый словарь, «A Compendious Dictionary of the English Language» («Краткий словарь английского языка»), вышел в 1806 году. В нём он впервые ввёл элементы, которые стали отличительной чертой будущих изданий, такие как американское написание слов (center вместо centre, honor вместо honour, program вместо programme, etc.), и включил технические термины из наук и искусств, не ограничивая словарь литературными терминами. Последующие два десятилетия он потратил на совершенствование своего словаря.
В 1828 году, в возрасте 70 лет, Уэбстер опубликовал свой «Американский словарь английского языка» («American Dictionary of the English Language», ADEL) в двух томах in-quarto, который включал в себя 70 000 статей, в отличие от всех ранее изданных словарей, каждый из которых содержал не более 58 000 статей. Было напечатано всего 2 500 экземпляров, по цене 20 долларов за два тома. Отчасти из-за относительно высокой цены книга плохо продавалась и не все экземпляры были сразу и единообразно переплетены. Позднее отдельные оригинальные экземпляры книги появлялись и в других переплетах.

### Переиздание 1847 года
В 1843 году после смерти Ноа Уэбстера, Джордж и Чарльз Мерриэм выкупили права на переиздание словаря в редакции от 1843 года. Они опубликовали переиздание в 1847 году, в котором не было изменено ни одного текста; второе издание с иллюстрациями было выпущено в 1859 году. В 1864 году Мерриэм издали значительно расширенное издание, которое стало первой версией с изменением текстов Уэбстера. Тексты были кардинально переписаны, однако сохраняли многие исходные термины. С этого переиздания начались работы по переписыванию текстов Уэбстера. В 1884 словарь содержал 118 000 слов, «на 3000 больше, чем любой другой английский словарь».
С изданием 1890 года словарь был переименован в Международный словарь Уэбстера. В новых изданиях количество слов было значительно увеличено. В новом Международном словаре Уэбстера от 1909 и 1934 годов эта цифра составляла около полумиллиона слов.
Серия Энциклопедический словарь начала издаваться в 1898 году. Начиная с 1940-х, компания выпустила множество специализированных словарей, языковых помощников, и других языковых средств.

## Услуги
В 1996 году Merriam-Webster запустила свой первый веб-сайт, который открыл свободный доступ к онлайн-словарю компании.
Merriam-Webster также опубликовала словари синонимов, географических терминов (Merriam-Webster's Geographical Dictionary), биографии, медицинских терминов, спортивных терминов и многие другие.
16 февраля 2007 года Merriam-Webster объявила о запуске мобильного словаря, который позволяет пользователям получить доступ к определениям, орфографии и синонимам. Услуга так же включает в себя сервисы Merriam-Webster’s «Слово дня» и «Открытый словарь».